# 홍낙명
홍낙명(洪樂命, 1722년 ~ 1784년)은 조선의 문신이다. 본관은 풍산(豊山), 자는 자순(子順), 호는 신재(新齋)이다. 외척 중에 한 명이기도 했다.

## 생애
1754년 증광 문과에 병과로 급제해 정언, 사서, 부응교, 보덕, 필선, 교리, 헌납, 응교를 거쳐 이조참의, 대사성, 부제학, 승지를 거쳐 대사간, 이조참의, 부제학, 대사헌을 역임했다. 강화유수를 거쳐 홍문관부제학이 되고 이후 형조판서, 병조판서, 홍문관제학, 의정부우참찬을 지냈다. 이조판서, 예문관제학을 거쳐 다시 의정부우참찬이 된다. 이후 예문괌제학, 지중추부사, 홍문관제학, 의정부좌참찬, 예조판서까지 지냈다.

## 가족
- 할아버지 : 홍석보(洪錫輔)이
  - 아버지 : 예조판서 홍상한(洪象漢)
- 외할아버지 : 어유봉(魚有鳳)
  - 어머니 : 함종 어씨